# Helcon rugidorsalis
Helcon rugidorsalis är en stekelart som först beskrevs av Turner 1919.  Helcon rugidorsalis ingår i släktet Helcon och familjen bracksteklar. Inga underarter finns listade i Catalogue of Life.